# Големият ден
„Големият ден“ (на английски: The Big Day) е австралийски телевизионен филм от 1959 година, създаден от телевизия Джи Ти Ви 9.

## Сюжет
Филмът е драма, разказваща за последния работен ден в офиса на един чиновник от Мелбърн, преди излизането му в пенсия.